# Kerstin Weißenborn
Kerstin Weißenborn (* 7. November 1980 in Großburgwedel als Kerstin Hoyer) ist eine deutsche Hockeynationalspielerin.

## Sportliche Laufbahn
Kerstin Hoyer begann das Hockeyspielen beim TSV Engensen (Region Hannover) und wurde dort zuerst von ihrer Mutter, Heide-Lore Hoyer, trainiert. Sie spielte dort zusammen mit Anke Kühn.
Später wechselte Hoyer zum DTV Hannover, wo sie im Alter von 19 Jahren für den C-Kader des Deutschen Hockey-Bundes nominiert wurde. Ihre nächste Station war die Bundesligamannschaft von Eintracht Braunschweig.
Aktuell spielt Kerstin Hoyer bei Rot-Weiß Köln sowohl in der Halle als auch auf dem Feld in der 1. Bundesliga.
Ihr erstes A-Länderspiel bestritt sie am 18. Mai 2003 gegen Tschechien. Ihre größten Erfolge waren der Gewinn der deutschen Meisterschaft im Feldhockey 2003 und 2007, der 2. Platz bei der Europameisterschaft 2005 in Irland sowie der erste Platz bei der Champions Trophy 2006 in den Niederlanden.

## Berufliche Laufbahn
Kerstin Hoyer besuchte bis zu ihrem Abitur das Gymnasium Großburgwedel und absolvierte anschließend eine Ausbildung bei der TUI AG zur Verkehrskauffrau. Sie studierte in Köln „Regionalwissenschaften Lateinamerika“.
Seit August 2009 ist sie mit Tibor Weißenborn verheiratet, der ebenfalls ein erfolgreicher Hockeyspieler ist.